# Fender Zone Bass
Fender Zone Bass je električna bas-gitara koju je Fender proizveo 2001. godine.
 Model Zone Bass zamijenio je japanski model P-Bass Lyte Deluxe s tijelom od mahagonija, 9V napajanjem i tropojasnim ekvilajzerom, koji se prestao proizvoditi 2000-te godine. 

## Dizajn
Za razliku od prethodnih Fenderovih medela, ali i modela proizvedenih 2004. godine s tijelom od punog mahagonija, johe, oraha ili građe od javora, s par dvostrukih elektromagneta, napajanjem od 18V i tropojasnim ekvilajzerom. Ovo je ipak nešto lakši, i po obimu manji model bas-gitare.

Američki model ponudio je vrhunske značajke uključujući novo dizajnirane elektromagnete i elektroniku, a u slučaju American Deluxe verzije i novinu, izbor egzotičnog drveta. Tako da je ovaj model bas-gitare Fenderov odgovor na općenito visoko kvalitetne proizvode modela bas-gitari.

Po riječima potpredsjednika Fender kompanije za proizvodnju i promidžbu električnih gitari Richarda McDonalda: "Ovo je vrlo ambiciozan korak za Fender baseve. Proteklih godina uložili smo ogroman napor u pronalaženju točno onoga što basisti očekuju od današnje suvremene bas-gitare. Ono što smo pronašli predstavljeno je u modelu Zone Bass, i na te rezultate smo ponosni."

American Deluxe Zone Bass je jedan od prvih Fenderovih pothvata u području primjene egzotičnog drveta u izgradnji bas-gitare. Izbor se suzio na završni dizajn: javor preko johe, ili orah preko mahagonija.

Fenderovi inženjeri kako bi izgradili potpuno novu elektroničku platformu s ciljem poboljšanja tonskih karakteristika svake pojedine opcije, uložili su u istraživanje i razvoj posljednje dvije godine. To je rezultiralo potpuno novim dizajnom elektromagneta kojima je proširen donji, i gornji, frekvencijski opseg.

Oba elektromagneta dizajnirana su od visoko kvalitetnog obojenih čeličnih polnih dijelova koji se nalaze u jezgri svakog kalema/namota. Pogone ih keramički magneti smješteni u podnožju svakog ležišta elektromagneta koji nude optimalnu snagu i odličan prijenos jasnoće i artikulacije tona žice.

Most na američkom Deluxe Zone Bassu je od kromiranog čelika.

Vrat na gitari je moderni "C" dizajn, s 22. praga i 863,6 mm dugačkom skalom. Model se proizvodi u pogonu Corona, Kalifornija.

Model proizveden u Meksiku u suštini je isti dizajn modela Precision Bass Lyte proizveden u Japanu samo bez konfiguracije P/J elektromagneta, a tropojasni ekvilajzer napaja napon baterije od 9V.

Most gitare je J-stil, i dizajnom je prilagođena verzija modela prije 2004. godine, koja podsjeća na model Deluxe Active Jazz Bass.

Unatoć sličnostima s meksićkim modelom P-Bass Lyte, model Zone Bass platežno je nižeg ranga, i prestao se proizvoditi krajem 2000. godine, a zbog niske kvalitete ugrađene električne instalacije 2006. godine povučeni su s Fenderovog cijenovnog popisa.

## Vanjske poveznice
- Službeni opis proizvoda
- Fender American Deluxe Zone Bass - opisni sadržaj